# Hotzenwald

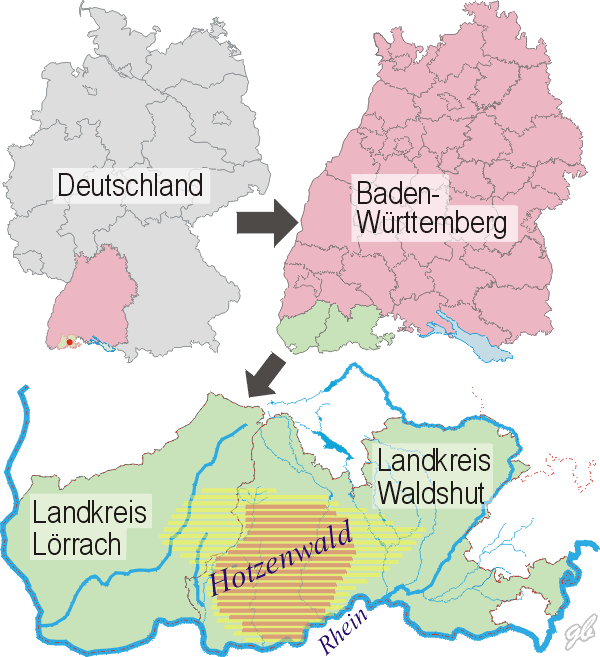
Ubicación del Hotzenwald

Hotzenwald es el nombre de una región situada en la Selva Negra Meridional, en el sur de Baden-Wurtemberg, Alemania.

## Etimología
Wald es la palabra alemana para bosque y Hotzen es el plural de Hotz, término que designa campesino  en el viejo alemánico y es también un apellido. Sin embargo, la palabra compuesta Hotzenwald parece ser una creación del escritor y poeta Joseph Victor von Scheffel de 1864.

## Ubicación
El Hotzenwald es la estribación más meridional del conjunto montañoso llamado Selva Negra. Está limitado al oeste por el río Wehra y al sur por el Alto Rin y la frontera con Suiza.